# Операция Site Down
Операция Site Down — кодовое название операции, проведённой под патронажем ФБР с использованием агентов в США и в десяти других странах 29 июня 2005 года, направленной на уничтожение крэкерской сцены. Включает в себя три секретные операции: в Чикаго (операция «Джолли Роджер»), Шарлоте и Сан-Хосе, Иллинойс, США (операция «Копикэт»). Атака состояла примерно из 70 поисковых акций в Соединённых Штатах и приблизительно из 20 в 10 других странах мира. Целью операции было уничтожение и нарушение работы основных варезных групп, работавших на сцене программного обеспечения, игр, музыки и фильмов, распространявших свои версии через Интернет.
6 апреля 2006 года американское Министерство юстиции заявило, что операция «Копикэт» продолжается, к этому времени 32 человека было арестовано, 20 обвинено в преступлениях. В соответствии с подписанным каждым обвиняемым заключением о согласии добровольно сдать оборудование, использованное в преступлениях, 29 июня 2005 года был выдан федеральный ордер на обыск. Его результатом стало изъятие следующей аппаратуры:
- 118 компьютеров;
- 13 ноутбуков;
- 4 567 нелегальных CD- и DVD-дисков;
- 413 VHS-кассет и дискет;
- 28 клавиатур и мониторов;
- 5 цифровых камер;
- 28 игровых приставок PlayStation/Xbox;
- 7 компьютерных корпусов;
- а также плазменный телевизор, мобильные телефоны, колонки, один MP3-плеер и один DSL-модем.

Основной целью операции Site Down стали группы, выпускающие ISO-образы видео и игровых дисков. Телевизионные, 0-day и MP3 группы на сцене практически не были затронуты.

## Затронутые варезные сайты и группы

### Группы
- RiSCISO (iso утилиты)
- Myth (рипы pc-игр)
- TDA (iso утилиты)
- LND (iso индустриальных утилит, например, CAD/CAM)
- GFZ (курьерская группа — US/KR отдел iso)
- HOODLUM (iso pc-игр)
- VENGEANCE (iso pc-игр)
- Centropy (vcd, svcd и dvdr фильмы)
- WastedTime (vcd фильмы)
- Alec’s Game Copying Service (PC и PS2 игры)
- ThP (divx, tv-dvdr и dvdr фильмы)
- Corrupt (dvdr фильмы)
- GAMERZ (ps2/xbox iso игр)
- ADMITONE (vcd фильмы)
- HELLBOUND (dvdr фильмы, tv-dvdr, классические dvdr)
- KGS (vcd фильмы)
- BBX (аниме dvdr)
- KHG (аниме dvdr)
- NOX (vcd фильмы)
- NFR (svcd фильмы)
- CDZ (ps2/xbox iso игр)
- TUN (vcd фильмы)
- BHP (tv-dvdr и dvdr фильмы)

Несмотря на некоторые предположения, группа WastedTime не была создана ФБР.

### Топсайты
- LAD (западное побережье США, аппаратные средства и связь обеспечивались агентами ФБР)
- CHUD (западное побережье США, аппаратные средства и связь обеспечивались агентами ФБР)
- SC (западное побережье США, арестован?)
- VS (западное побережье США, арестован?)
- RSN (Нидерланды, арестован?)
- TNA (Калифорния, арестован?)
- BB (Калифорния, арестован?)
- TWH (Нидерланды, арестован?)
- LW (Литва, арестован?)
- IDX (западное побережье США, аппаратные средства и связь обеспечивались агентами ФБР)

Несмотря на то, что ко времени первого пресс-релиза было совершено лишь несколько арестов, последствия для варезной Сцены были достаточно глубокими. Многие варезные сайты были закрыты; как результат операции, многие активные члены Сцены ушли или скрылись.

## Места арестов
Страны:
- Канада
- Израиль
- Франция
- Бельгия
- Дания
- Нидерланды
- Англия
- Германия
- Португалия
- Австралия
- США
- Польша